# François-Xavier Gillot

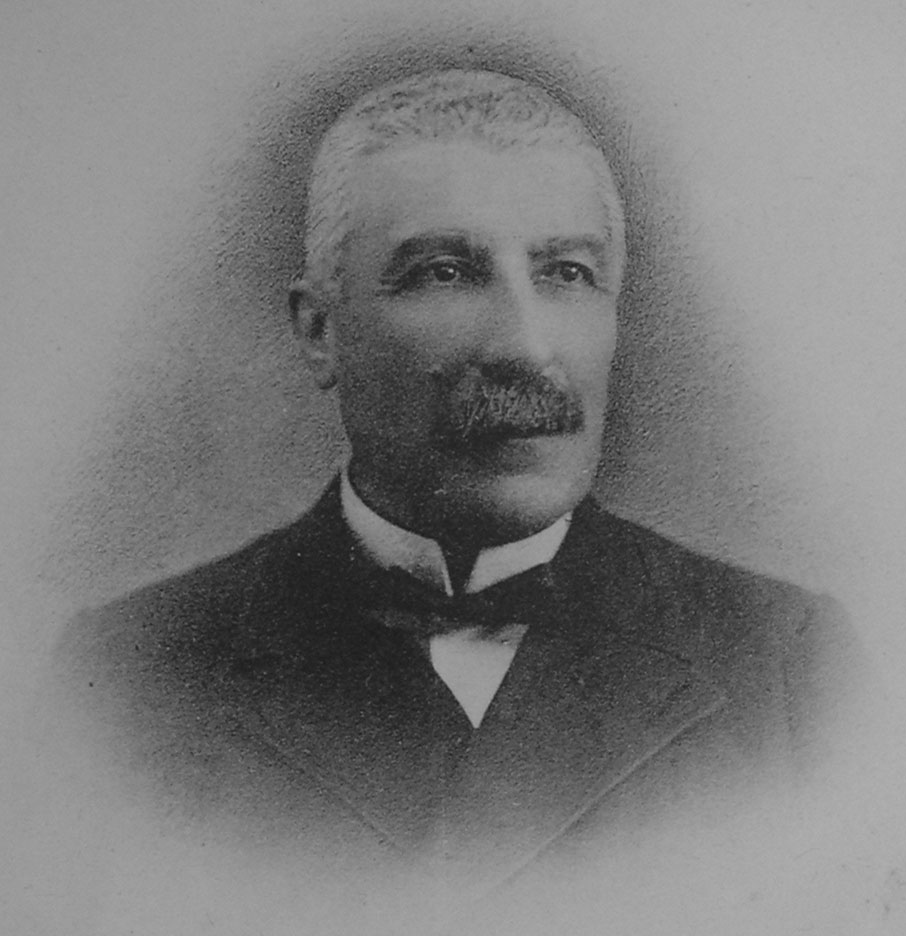
François-Xavier Gillot

François-Xavier Gillot (* 12. September 1842 in Autun, Burgund; † 18. Oktober 1910 ebenda) war ein französischer Botaniker. Sein offizielles botanisches Autorenkürzel lautet „Gillot“.

## Leben und Wirken
Gillot war ursprünglich Arzt. Sein Hauptaugenmerk galt allerdings der Botanik und dem Sammeln von Pflanzen. Er war Präsident der Société d'histoire naturelle und Vizepräsident der Société Éduenne in Autun. Für das Muséum d’histoire naturelle d’Autun herbarisierte er über 20.000 Exemplare von Pflanzen aus Frankreich, Tirol, Spanien, Tunesien, Algerien, Italien, der Schweiz, Norwegen und Lappland. Er beschrieb mehrere französische Pflanzentaxa aus der Familie der Rosengewächse.

## Schriften
- Herborisations dans le Jura central, Val de Travers, Creux-du-Van, tourbières des Ponts et de la Brévine. 1891
- Observations sur quelques rosiers du Cantal. 1892
- Observations sur quelques plantes critiques du centre France [Hypericum humifuscum L. et Rosa omissa]. 1892